# The Tour (álbum)
The Tour es la banda sonora en inglés de la serie La Gira de Disney Channel. Fue lanzada el 26 de diciembre de 2019.
El álbum contiene 9 canciones escritas por los compositores Aristeidis Archontis, Chen Neeman, Jeannie Lurie, Jordan Dollar (bajo el pseudónimo Jay L'Oreal) y Courtney Rashad Dwight (Conocido bajo el nombre artístico BLAQSMURPH).

## Lista de canciones
| # | Nombre                               | Escritor                                                        | Intérpretes                              | Duración |
| - | ------------------------------------ | --------------------------------------------------------------- | ---------------------------------------- | -------- |
| 1 | Drive                                | Aris Archontis, Jeannie Lurie, Chen Neeman                      | Juanma Rios, Cris Pedrozo, Javier Alfaro | 2:43     |
| 2 | Worthwhile 2.0                       | Aris Archontis, Jeannie Lurie, Chen Neeman                      | Juanma Rios, Cris Pedrozo                | 3:16     |
| 3 | Electric                             | Aris Archontis, Jeannie Lurie, Chen Neeman                      | Juanma Rios                              | 2:53     |
| 4 | Superstar (Original English Version) | Jordan Dollar (Jay L'Oreal), Courtney Rashad Dwight (C. Dwight) | Juanma Rios                              | 2:50     |
| 5 | One Kiss                             | Aris Archontis, Jeannie Lurie, Chen Neeman                      | Juanma Rios                              | 2:58     |
| 6 | Life's Gonna Happen 2.0              | Aris Archontis, Jeannie Lurie, Chen Neeman                      | Juanma Rios                              | 3:05     |
| 7 | Ours To Win                          | Aris Archontis, Jeannie Lurie, Chen Neeman                      | Juanma Rios, Javier Alfaro               | 2:07     |
| 8 | I'm Going Up                         | Aris Archontis, Jeannie Lurie, Chen Neeman                      | Juanma Rios                              | 3:07     |
| 9 | Try Again 2.0                        | Aris Archontis, Jeannie Lurie, Chen Neeman                      | Juanma Rios, Cris Pedrozo, Judy Rios     | 2:53     |

## Antecedentes

### Grabación
Tal y como se explica en la web de Genius el álbum fue grabado entre 2018 y 2019 en España, Uruguay y Noruega. Las bases musicales de las canciones estuvieron a cargo del cantante PelleK y su equipo, quienes estuvieron trabajando desde septiembre del año 2018 hasta octubre de 2019. Las voces de los cantantes intérpretes del álbum fueron grabadas en tres lugares diferentes, Almería y Albacete de España y Treinta y Tres de Uruguay entre noviembre de 2018 y noviembre de 2019.

### Composición
La composición de las canciones (que  habían sido compuestas años atrás) estuvo a cargo de Aristeidis Archontis, Chen Neeman, Jeannie Lurie, Jordan Dollar y Courtney Rashad Dwight, quienes ya habían trabajado para Disney componiendo canciones de películas y series de Disney Channel como Camp Rock 2, Let It Shine y Hannah Montana entre otras.
- Datos: Q86675094